# Уличненська сільська рада
| Уличненська сільська рада — орган місцевого самоврядування у Дрогобицькому районі Львівської області з адміністративним центром у с. Уличне. Історична дата утворення: в 1939 році. Водоймища на території, підпорядкованій даній раді: річка Колодниця. Сільській раді підпорядковані населені пункти: - с. Уличне |

## Склад ради
Рада складається з 20 депутатів та голови.

### Керівний склад ради
| ПІБ                             | Основні відомості                                                 | Дата обрання | Дата звільнення |
| ------------------------------- | ----------------------------------------------------------------- | ------------ | --------------- |
| Стефанків Святослав Миколайович | Сільський голова, 1986 року народження, освіта вища, безпартійний | 11.11.2015   |                 |
|                                 |                                                                   |              |                 |

Примітка: таблиця складена за даними джерела